# Tincourt-Boucly
Tincourt-Boucly is een gemeente in het Franse departement Somme (regio Hauts-de-France) en telt 389 inwoners (1999). De plaats maakt deel uit van het arrondissement Péronne.

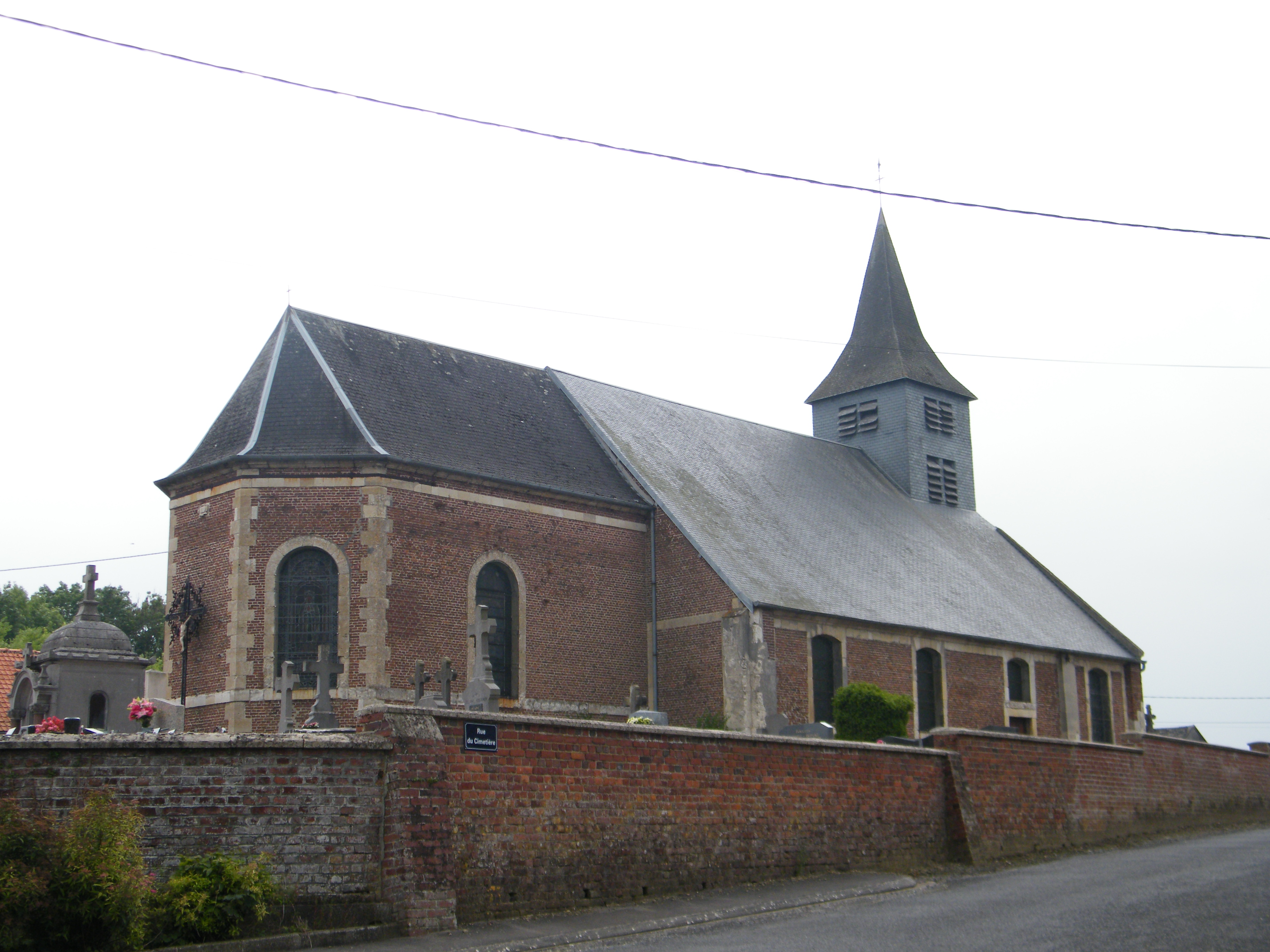
Kerk in Tincourt-Boucly
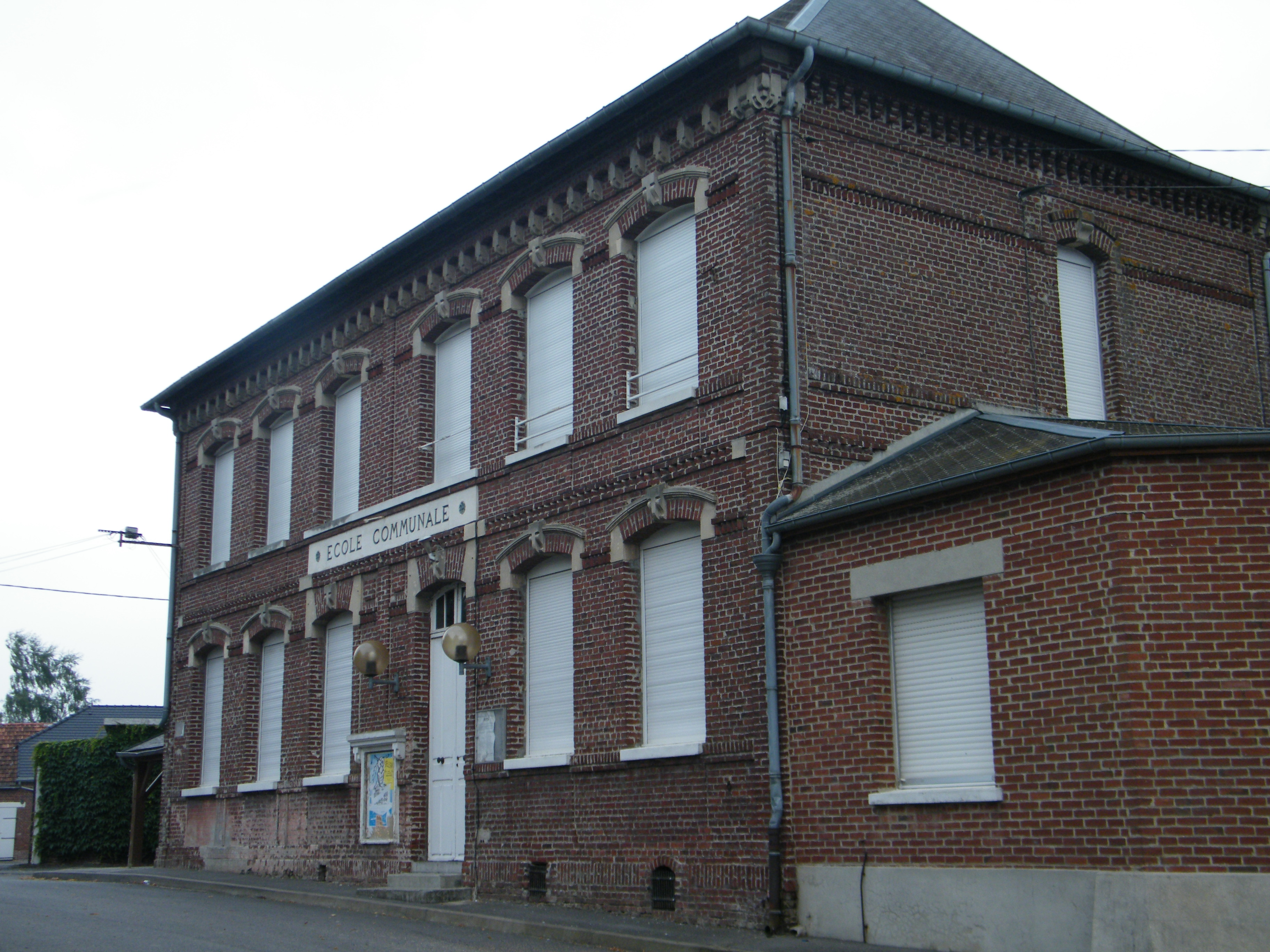
School

## Geografie
De oppervlakte van Tincourt-Boucly bedraagt 12,8 km², de bevolkingsdichtheid is 30,4 inwoners per km².
De onderstaande kaart toont de ligging van Tincourt-Boucly met de belangrijkste infrastructuur en aangrenzende gemeenten.

## Demografie
Onderstaande figuur toont het verloop van het inwonertal (bron: INSEE-tellingen).